# Ermita de Nuestra Señora de Bienvenida (Monteagudo de las Vicarías)
Ermita extrarradios de la villa de Monteagudo de las Vicarías. Construida con anterioridad a 1543, aunque ha tenido reformas posteriores. Consta de una sola nave rectangular con ábside cuadrado. Está presidida por un sencillo, pero bello, retablo barroco.
Exteriormente presenta un carácter sobrio y austero; los muros son de mampostería y están reforzados por esbeltos contrafuertes; apenas se abren vanos; tan solo dos ventanas abocinadas en la parte superior, y la portada renacentista, con sencilla decoración geométrica incisa en sus dovelas.
Los lienzos del retablo mayor de la ermita fueron realizados por Juan Zapata Ferrer en 1690, autor de los frescos de la ermita de San Saturio de Soria.
- Datos: Q11681532
- Multimedia: Hermitage of Nuestra Señora de Bienvenida, Monteagudo de las Vicarías / Q11681532